# احسان حسینی
احسان حسینی (زاده ۱۱ مهر ۱۳۷۷) بازیکن فوتبال اهل ایران است که در پست مدافع برای باشگاه فوتبال خیبر خرم‌آباد در لیگ برتر خلیج فارس بازی می‌کند.

## دوران باشگاهی

### پرسپولیس
احسان حسینی در ۱۰ تیر ۱۳۹۶ به عنوان سهمیهٔ زیر ۲۱ سال به پرسپولیس پیوست. او به شکل آزمایشی چند روز در تمرین این تیم بازی کرد و با تأیید برانکو، به این تیم پیوست.

## آمار

### باشگاهی
- تا تاریخ ۹ دی ۱۴۰۱

| باشگاه         | دسته       | فصل        | لیگ  | لیگ | جام حذفی | جام حذفی | آسیا | آسیا | سوپر جام | سوپر جام | مجموع | مجموع |
| باشگاه         | دسته       | فصل        | بازی | گل  | بازی     | گل       | بازی | گل   | بازی     | گل       | بازی  | گل    |
| -------------- | ---------- | ---------- | ---- | --- | -------- | -------- | ---- | ---- | -------- | -------- | ----- | ----- |
| پرسپولیس       | لیگ برتر   | ۹۷–۱۳۹۶    | ۰    | ۰   | ۰        | ۰        | ۰    | ۰    | ۰        | ۰        | ۰     | ۰     |
| پرسپولیس       | لیگ برتر   | ۹۸–۱۳۹۷    | ۳    | ۰   | ۰        | ۰        | ۱    | ۰    | ۰        | ۰        | ۴     | ۰     |
| پرسپولیس       | لیگ برتر   | ۹۹–۱۳۹۸    | ۱    | ۰   | ۰        | ۰        | ۰    | ۰    | ۰        | ۰        | ۱     | ۰     |
| پرسپولیس       | لیگ برتر   | ۱۴۰۰–۱۳۹۹  | ۳    | ۰   | ۰        | ۰        | —    | —    | —        | —        | ۳     | ۰     |
| پرسپولیس       | مجموع      | مجموع      | ۷    | ۰   | ۰        | ۰        | ۱    | ۰    | ۰        | ۰        | ۸     | ۰     |
| پدیده          | لیگ برتر   | ۱۴۰۰–۱۳۹۹  | ۱۱   | ۱   | ۰        | ۰        | —    | —    | —        | —        | ۱۱    | ۱     |
| پدیده          | لیگ برتر   | ۰۱–۱۴۰۰    | ۱۹   | ۱   | ۱        | ۰        | —    | —    | —        | —        | ۲۰    | ۱     |
| پدیده          | مجموع      | مجموع      | ۳۰   | ۲   | ۱        | ۰        | —    | —    | —        | —        | ۳۱    | ۲     |
| آلومینیوم اراک | لیگ برتر   | ۰۲–۱۴۰۱    | ۱۱   | ۰   | ۰        | ۰        | —    | —    | —        | —        | ۱۱    | ۰     |
| آلومینیوم اراک | مجموع      | مجموع      | ۱۱   | ۰   | ۰        | ۰        | ۰    | ۰    | ۰        | ۰        | ۱۱    | ۰     |
| مجموع آمار     | مجموع آمار | مجموع آمار | ۴۸   | ۲   | ۱        | ۰        | ۱    | ۰    | ۰        | ۰        | ۵۰    | ۲     |

## افتخارات
پرسپولیس
- لیگ برتر (۳): ۹۷–۱۳۹۶، ۹۸–۱۳۹۷، ۹۹–۱۳۹۸

- جام حذفی (۱): ۹۸–۱۳۹۷

- سوپر جام (۳): ۱۳۹۶، ۱۳۹۸، ۱۳۹۷

- لیگ قهرمانان آسیا نایب‌قهرمانی (۲): ۲۰۱۸ و ۲۰۲۰